# G3-Klasse
Die G3-Klasse war eine geplante Klasse von vier Schlachtkreuzern der britischen Marine, die in Folge des Washingtoner Flottenvertrags von 1922 nicht gebaut wurden.

## Planungsgeschichte
Nach dem Ersten Weltkrieg wurden ab 1919 Vorarbeiten angestellt, eine neue Klasse von Schlachtkreuzern zu konstruieren. 1920 begann die Entwurfserstellung. Grund für den geplanten Bau war, dass während des Ersten Weltkriegs in Großbritannien, das durch die Produktion von Ausrüstung für den Landkrieg und kleineren Schiffen ausgelastet war, lediglich ein neues Großkampfschiff, die Hood, konstruiert und begonnen wurde, die hinsichtlich Kampfkraft eher auf dem Niveau von 1914, gegenüber den vorhergehenden Schlachtkreuzern der Renown-Klasse lediglich defensiv verstärkt und mit einem 38,1 cm-Geschützturm mehr ausgestattet, war, während die anderen großen Seemächte USA und Japan große Flottenbauprogramme begonnen hatten. So wurden während und kurz nach dem Krieg in den USA die mit 40,6-cm-Geschützen bewaffnete Colorado-, South-Dakota- und Lexington-Klasse, in Japan die mit dem gleichen Kaliber bewaffnete Nagato-, Tosa- und Amagi-Klasse begonnen und weitere geplant. Somit waren im Ausland insgesamt 26 Schlachtschiffe und -kreuzer im Bau oder in Planung, die jedem britischen Großkampfschiff überlegen waren, und weitere in Planung. Deshalb war davon auszugehen, dass Großbritannien auch nach dem Ende der deutschen Hochseeflotte weitere Großkampfschiffe bauen musste, um seine Seeherrschaft zu behalten.
Die Erfahrungen des Ersten Weltkriegs hatten gezeigt, dass beim Bau neuer Schlachtkreuzer das Augenmerk auf viel stärkeren Schutz als bisher gelegt werden musste. Dennoch sollte ebenfalls die Bewaffnung durch Erhöhung des Kalibers der Hauptbewaffnung verstärkt werden, was vor allem durch die Kalibererhöhung in den anderen Marinen nötig wurde. Die Geschwindigkeit sollte im Bereich der vorangegangenen Renown- und Hood-Klasse verbleiben.
Die geplante Verstärkung des Panzerschutzes und der Bewaffnung hatte Veränderungen im Design der Schiffe zur Folge, da die ohnehin nötige Erhöhung des Deplacements in eher geringen Grenzen gehalten werden sollte. Waren britische Großkampfschiffe bisher seit der 1912 auf Stapel gelegten Tiger in überfeuernder Endaufstellung mit Zwillingstürmen für die Hauptbewaffnung ausgelegt, waren für die G3-Klasse Drillingstürme in der bisher nie praktizierten Aufstellung aller Türme der Schweren Artillerie in der vorderen Schiffshälfte, zwei vor dem Brückenturm, wobei der hintere den vorderen überfeuern konnte, und einem hinter dem Brückenturm vor den Schornsteinen, vorgesehen. Dies hatte den Nachteil, dass der hintere Turm sowohl nach vorne als auch nach achtern einen toten Winkel hatte, was zu einem toten Winkel von etwa 40° nach achtern, in dem kein Geschütz der Schweren Artillerie feuern konnte, führte. Durch die Vorteile dieser Aufstellung, die in der höheren Feuerkraft bei gleichzeitig etwa 1000 ts niedrigerem Gewicht von drei Drillingstürmen gegenüber vier Zwillingstürmen und dem geringeren schwerst zu panzernden Bereich des Schiffes, in dem die Munitionskammern der Schweren Artillerie sind, liegen, wurde es dennoch gewählt. Der Grund für das Erfordernis, diesen Bereich möglichst schwer zu panzern, liegt darin, dass ein Treffer in die Munitionskammern zum sofortigen Untergang des Schiffes als Folge einer Munitionsexplosion führen kann. Auf diese Weise sind in der Skagerrakschlacht, in unterschiedlicher Form, drei britische Schlachtkreuzer gesunken. Da bei der üblichen überfeuernden Endaufstellung die Kessel- und Turbinenräume zwischen den Munitionskammern liegen und gemeinsam die lebensnotwendigen Einrichtungen, die sog. Vitalia, bilden, ist bei dieser der möglichst schwer gepanzerte Bereich größer, was die maximalen Panzerstärken aus Gewichtsgründen verringert. Bei dem Aufstellungsschema der G3-Klasse war jedoch eine Trennung der Munitionskammern und der Kessel- und Turbinenräume vorgesehen, indem letztere hinter ersteren postiert sind, wodurch letztere etwas leichter geschützt werden konnten. Für die Schiffsenden war kein Seitenpanzer, lediglich das Panzerdeck vorgesehen. Zudem sollte erstmals der Brückenaufbau blockartig ausgestaltet werden, um mehr Feuerleiteinrichtungen Raum zu bieten. Zwei weitere bemerkenswerte Endungen ist die erstmalige Unterbringung der gesamten Mittelartillerie in Geschütztürmen und die Auslegung des Hecks als Spiegelheck, was bei hohen Geschwindigkeiten von über 25 kn einen geringeren Wasserwiderstand ermöglicht. Dies wurde typisch für spätere US-amerikanische Kreuzer.
Die Schiffe wurden mit dem Haushalt für 1921 bewilligt, der Bau wurde jedoch am 18. November 1921 gestoppt und im Februar 1922 annulliert.
Als Bauwerften wurden Swan, Hunter in Newcastle, Beardmore in Glasgow, Fairfield in Glasgow und J. Brown in Clydebank vorgesehen.
Vermutlich sollten die Schiffe Invincible, Inflexible, Indomitable und Indefatigable benannt werden.

## Technische Beschreibung

### Rumpf
Der Rumpf eines Schlachtkreuzers der G3-Klasse, unterteilt in wasserdichte Abteilungen, sollte über alles 261,08 Meter lang, 32,33 Meter breit und hätte bei einer geplanten Einsatzverdrängung von 54.774 Tonnen einen Tiefgang von 11,34 Metern gehabt. Erstmals in der britischen Marine war ein Spiegelheck zur Verringerung des Wasserwiderstands vorgesehen.

### Antrieb
Für die Antriebsanlage wurden verschiedene Auslegungen für eine Antriebsleistung von 160.000 WPS und 180.000 WPS geplant, mit denen Geschwindigkeiten von 31 bis 32 oder 33 kn erreichbar sein sollten. Aus Gewichtsgründen fiel die Entscheidung auf die schwächere Variante. Sie hätte dennoch die zweitstärkste Antriebsanlage der Welt, hinter der Lexington-Klasse, dargestellt.
Sie sollte aus 4 Turbinen, die ihren Dampf von ölgeheizten Kesseln beziehen sollten, bestehen, die auf 4 Wellen mit je einer Schiffsschraube wirken. Die Kessel sollten im Bereich hinter dem dritten Geschützturm aufgestellt werden, denen sich die Räume für die Turbinen achtern anschließen sollten. Der Brennstoffvorrat sollte sich auf maximal 5.000 ts belaufen.
Für den Rauchabzug waren zwei Schornsteine, die wegen des zwischen ihnen und dem Brückenturm aufgestellten Geschützturms einen relativ großen Abstand zur Brücke haben sollten, vorgesehen.
Zur Steuerung war ein Steuerruder geplant.

### Bewaffnung

#### Hauptbewaffnung
Bei den Geschützen sollte es sich um 40,6-cm-SK L/45 handeln, die neu konstruiert wurden. Sie sollten 907 kg schwere Granaten bei einer maximalen Rohrerhöhung von 44° 41,6 km weit verschießen können. Die Kadenz sollte 2 Schuss pro Minute betragen. Ein Drillingsturm sollte 1568 t wiegen. Die Geschütze und Türme wurden später auf der Nelson-Klasse verwendet.
Mehrere Überlegungen führten zu diesem Kaliber und der genutzten Aufstellung.
Für das Kaliber der Hauptbewaffnung wurden erstens verschiedene Alternativen zwischen 38,1 cm und 45,7 cm erwogen. Hierbei fiel die Entscheidung zugunsten des Kalibers 40,6 cm, einerseits aus Gewichtsgründen, andererseits wohl, weil die USA und Japan es ebenfalls nutzten. Zum zweiten wurde eine Aufstellung der Schweren Artillerie in der bisher und im Ausland auch weiterhin genutzten überfeuernden Endaufstellung diskutiert, die jedoch zugunsten einer Aufstellung möglichst dicht beieinander mit zwei Geschütztürmen, von denen der hintere den vorderen überfeuern konnte, vor dem Brückenturm, und einem dritten hinter dem Brückenturm vor den Schornsteinen fallengelassen wurde, zu den Gründen siehe oben. Zum dritten sollten die Geschütze erstmals im britischen Schiffbau in Drillingstürmen postiert werden.

#### Mittelartillerie
Die Mittelartillerie sollte aus 16 15,2-cm-SK L/50 bestehen. Sie sollten 45 kg schwere Granaten 22,5 km weit verschießen können, die maximale Rohrerhöhung 60° betragen. Die Kadenz sollte bei 6 Schuss pro Minute liegen.
Ebenfalls erstmals im Großkampfschiffbau war vorgesehen, die gesamte Mittelartillerie in Zwillingstürmen, nicht mehr in Kasematten oder, wie bei der Hood-Klasse, hinter Schutzschilden, aufzustellen. Die Türme sollten in zwei Zweiergruppen an Steuer- und Backbord, eine etwa auf Höhe des Brückenaufbaus auf dem Oberdeck, eine am Heck mit einem Turm auf dem Aufbau, einem auf dem Oberdeck, sodass der vordere den hinteren überfeuern konnte, postiert werden. Ein Turm sollte 96 t wiegen. Auch sie kamen später, jedoch nur sechs Türme pro Schiff, auf der Nelson-Klasse zum Einsatz.

#### Flugabwehrbewaffnung
Die vorgesehene Bewaffnung zur Flugabwehr sollte aus sechs 12-cm-Geschützen und 32 4-cm-Maschinenkanonen bestehen.
Die 12-cm-Geschütze sollten in Einzellafetten auf der hinteren Schiffshälfte aufgestellt werden. Dieses Flugabwehrgeschütz erreichte eine effektive Kadenz von 8 bis 12 Schuss pro Minute und die maximale Reichweite betrug etwa 13 Kilometer, die maximale Rohrerhöhung 85° . Die 4-cm-Maschinenkanonen in vier Achtfachlafetten sollten hinter dem Schornstein und am Heck aufgestellt werden.

#### Torpedobewaffnung
Es waren 2 Torpedorohre für 60,9-cm-Torpedos, das gleiche Kaliber wie die der Nelson-Klasse, je eines unter Wasser auf jeder Breitseite, vorgesehen.

#### Feuerleitung, Entfernungsmesser etc.
Zur Entfernungsmessung waren auf dem Brückenturm, achtern auf einem kleineren Turm und auf den Türmen der Schweren Artillerie Entfernungsmesser geplant. Für die Feuerleitung waren Räumlichkeiten im Brückenturm vorgesehen. Welche Feuerleiteinrichtungen vorgesehen waren, ist nicht bekannt.
Zudem waren zwei Wasserflugzeuge, jedoch keine Flugzeugkatapulte, vorgesehen.

### Panzerung
Die Panzerung war als Folge der Erfahrungen des Ersten Weltkriegs auf einen stärkstmöglichen Schutz der lebensnotwendigen Einrichtungen, der Vitalia, ausgelegt. Hierbei war ein besonders starker Schutz der Munitionskammern der Schweren Artillerie und ein etwas schwächerer der Kessel- und Turbinenräume vorgesehen.
Die Panzerung sollte aus drei Komponenten bestehen.
Zum Ersten war in besagtem Bereich der Vitalia auf etwa 60 % der Schiffslänge ein Seitenpanzer, der gegenüber der Senkrechten um 18° nach außen geneigt sein sollte, geplant. Dieser sollte gegen flach einfallende, über kürzere Entfernung abgefeuerte, Geschosse wirken. Die Schrägstellung sollte einerseits die tatsächliche Stärke des Panzers, die ein Geschoss durchschlagen muss, erhöhen, andererseits durch den dann flachen Winkel, in dem ein Geschoss einschlägt, dieses zum Abprallen zwingen. Nach unten sollte der Seitenpanzer durch ein Torpedolängsschott gegen Unterwassertreffer, das in die Senkrechte übergeht, fortgesetzt werden.
Zum Zweiten war eine horizontale Panzerung in Form eines durchgängigen Panzerdecks und eines im Bereich der Vitalia darüber liegenden gepanzerten Oberdecks, eines Krepierdecks, vorgesehen. Der Horizontalpanzer sollte gegen steil einfallende, über große Entfernungen abgeschossene Geschosse – aufgrund der auch sehr hohen Reichweite der eigenen Geschütze musste mit sehr hohen Gefechtsentfernungen gerechnet werden – und Bomben schützen. Hierbei war das Panzerdeck an Bug und Heck tief im Schiff, unter der Wasserlinie, liegen und dort den einzigen Schutz des Schiffes übernehmen, während es im Bereich der Vitalia viel höher liegen sollte, um die über die Wasserlinie hinausragenden Einrichtungen zu schützen. Das Krepierdeck, das weit schwächer vorgesehen war, sollte leichte Geschosse und Bomben außerhalb des Schiffsrumpfes zur Explosion bringen.
Zum dritten war ein gesonderter Panzerschutz für den Kommandoturm im Brückenturm und die Türme der Schweren- und Mittelartillerie vorgesehen.
Der Seitenpanzer, der, um dem Schiff trotz des schräggestellten Panzers eine glattflächige Form zu geben, innenliegend, also hinter der Außenhülle, angeordnet war, sollte im Bereich der Schweren Artillerie auf etwa 27 % der Schiffslänge 356 mm, im Bereich der Kessel- und Turbinenräume auf etwa 34 % der Schiffslänge 305 mm stark sein. Unter der Wasserlinie sollte er sich auf 152 mm, an der Oberkante auf 229 mm verjüngen. Um bis zum Panzerdeck aus dem Wasser zu ragen, sollte er sehr hoch sein. Nach unten sollte der Seitenpanzer durch ein 44 mm starkes Torpedoschott bis zum Schiffsboden fortgeführt werden. Abgeschlossen werden sollte der Seitenpanzer achtern von einem 102 bis 254 mm starken, am Bug von einem 117 bis 305 mm starken Panzerquerschott. Bug und Heck vor und hinter den Panzerquerschotten sollten ungeschützt bleiben. Ein auf dem Seitenpanzer aufsetzender Zitadellpanzer war nicht vorgesehen.
Die Horizontalpanzerung sollte aus einem Panzerdeck und einem im Bereich der Vitalia darüber liegenden Krepierdeck bestehen. Über den Munitionskammern der Schweren Artillerie sollte das Panzerdeck 203 mm stark, über den Kessel- und Turbinenräumen 102 mm stark sein. Über den Munitionskammern der Mittelartillerie war eine Stärke von 178 mm geplant. In diesem Bereich sollte das Krepierdeck von 25 mm Stärke liegen. Die Böschungen, die das Panzerdeck an den Seiten schräg in flachem Winkel nach unten führen und es mit dem Seitenpanzer verbinden und bis zur Außenhülle fortführen sollten, sollten bis zu 229 mm dick werden. Sie waren wahrscheinlich nur im Bereich der Vitalia vorgesehen. Achtern der Vitalia und des Panzerquerschotts sollte das Panzerdeck mit einer Stärke von 76 bis 127 mm unter der Wasserlinie bis zum Ende des Schiffs weiterlaufen und so z. B. das Steuerruder schützen. Vor den Vitalia und dem Panzerquerschott sollte es ebenfalls mit einer Stärke von erst 203 mm, vermutlich um ein Unterschießen des Panzerquerschotts zu verhindern, dann 178 bis 76 mm bis zum Bug weiterlaufen.
Für die Türme der Schweren Artillerie war eine Panzerung der Stirnseiten von 431 mm, der Seiten von 356 mm, der Decken von 203 mm und der Barbetten von 356 mm vorgesehen.
Entsprechend der Panzerung der Nelson-Klasse ist für die Türme der Mittelartillerie von einer Panzerung der Stirnseiten von 38 mm, der Seiten und Decken von 25 mm und der Barbetten von 25 mm auszugehen.
Der Kommandoturm im Brückenturm sollte seitlich mit 305 mm starker Panzerung geschützt werden. Über die Stärke der Panzerung seiner Decke und der Röhre, die ihn mit dem Panzerdeck verband, ist nichts bekannt.
Somit sollte der Panzerschutz so stark ausgeprägt sein wie bislang nur bei einigen Schlachtschiffen. Zudem gingen die Konstrukteure eher zu einem Panzerschema ähnlich der US-amerikanischen Floßkörperpanzerung über, indem sie versuchten, möglichst wenig Raum möglichst stark zu panzern.
Das gesamte Panzergewicht sollte 14.400 ts betragen, was etwa 30 % der Konstruktionsverdrängung entspricht.

### Unterwasserschutz
Für den Unterwasserschutz war das 44 mm starke Torpedoschott, das einen etwa 3 m breiten, im Rumpf liegenden Expansionsraum für die Detonationsgase von Torpedo- oder Minentreffern abgrenzen sollte, vorgesehen. Der Expansionsraum sollte von einer Längsunterteilung unterteilt werden. Die Detonationsgase sollten in diesem Raum ihren Druck abbauen und dann von dem Torpedoschott gestoppt werden. Der Schiffsboden sollte als Doppelboden ausgelegt werden. Torpedowulste waren nicht vorgesehen.

### Besatzung
Die Besatzung sollte aus 1716 Mannschaften und Offizieren bestehen.

## Vergleich mit anderen zeitgenössischen Schiffsklassen und Bewertung
In folgender Tabelle sind die zur Beschreibung von Größe und Kampfkraft aussagekräftigen Daten Standardverdrängung, Länge, Anzahl und Kaliber der Schweren Artillerie, Geschwindigkeit, maximale Seitenpanzerung und maximale Horizontalpanzerung, bei mehreren übereinander angeordneten Decks über den Munitionskammern addiert, aufgeführt. Die Zeile Panzerdeck kann also teilweise nur für geringe Teile des Schiffs stehen. Sie enthält die Daten für die HMS Hood, G3-, die N3-, die South Dakota-, die Lexington-, die Tosa-, die Amagi-, die Nr. 13-Klasse und Projekt L 20 e α. Letzteres ist angefügt, um einen Vergleich zu den aus den Erfahrungen des Ersten Weltkriegs entstandenen Entwürfen der Kaiserlichen Marine zu ermöglichen, von denen es 1918 als einziges zur Durchkonstruktion und somit als definitives Bauvorhaben freigegeben wurde. Es ist zu beachten, dass die nicht aufgeführte Kii-Klasse in ihren Eigenschaften der Amagi-Klasse sehr ähnlich werden sollte. Keines der Schiffe außer Hood ist als Großkampfschiff vollendet worden, da das Washingtoner Flottenabkommen den Weiterbau oder den Baubeginn verhinderte. HMS Hood ist aufgeführt, um einen Vergleich zum vorherigen britischen Schlachtkreuzer zu ermöglichen.
| Klasse                     | Hood                   | G3                     | N3                     | South Dakota       | Lexington          | Tosa         | Amagi        | Nr. 13      | L 20 e α |
| -------------------------- | ---------------------- | ---------------------- | ---------------------- | ------------------ | ------------------ | ------------ | ------------ | ----------- | -------- |
| Land                       | Vereinigtes Konigreich | Vereinigtes Konigreich | Vereinigtes Konigreich | Vereinigte Staaten | Vereinigte Staaten | Japan        | Japan        | Japan       |          |
| Jahr Bewilligung / Planung | 1916                   | 1921                   | frühestens 1921        | 1917               | 1916               | 1918         | 1918         | 1922        | 1918     |
| Standardverdrängung (ts)   | 36.300                 | 48.500                 | 48.500                 | 43.200             | 43.500             | 39.330       | 41.217       | 47.500      | 43.797   |
| Länge (m)                  | 262,7                  | 260,7                  | 250,1                  | 208,5              | 266,5              | 234,1        | 252          | 279         | 238      |
| Schwere Artillerie         | 8 × 38,1 cm            | 9 × 40,6 cm            | 9 × 45,7 cm            | 12 × 40,6 cm       | 8 × 40,6 cm        | 10 × 40,6 cm | 10 × 40,6 cm | 8 × 45,7 cm |          |
| max. Geschwindigkeit (kn)  | 31                     | 31–32                  | 23–23,5                | 23                 | 33,25              | 26,5         | 30           | 30          | 26       |
| Seitenpanzerung (mm)       | 305                    | 356                    | 381                    | 343                | 178                | 280          | 254          | 330         | 350      |
| Panzerdeck (mm)            | 184                    | 228                    | 228                    | 121                | 108                | 213          | 213          | 213         | 120      |

Im Vergleich mit diesen anderen zeitgenössischen Schiffen ist zu bemerken, dass die G3-Klasse hinsichtlich Bewaffnung lediglich durchschnittlich stark bewaffnet, aber sehr schnell, lediglich übertroffen von der Lexington-Klasse, die als klassischer Schlachtkreuzer unter weitgehender Vernachlässigung der Panzerung zugunsten der Geschwindigkeit geplant wurde, und stark, auf Schlachtschiffniveau, gepanzert war. Revolutionär war zudem die enge Aufstellung der Schweren Artillerie in der vorderen Schiffshälfte, die später bei der Nelson-Klasse und französischen Schlachtschiffen fortgeführt wurde, und die Verwendung von nur in Türmen postierter Mittelartillerie. Sie hätte somit den Rückstand, der in Großbritannien durch die Auswirkungen des Ersten Weltkriegs bei der Seerüstung entstand, zumindest qualitativ aufgeholt. Ob bei einem neuerlichen Rüstungswettlauf es Großbritannien möglich gewesen wäre, auch quantitativ bei modernen Großkampfschiffen aufzuschließen, ist jedoch unsicher, da bei den beiden anderen großen Seemächten 26 Schiffe mit einer Bewaffnung ab Kaliber 40,6 cm fertiggestellt, im Bau oder in Planung waren, während Großbritannien neben der für eine Seeschlacht ungeeigneten HMS Furious selbst bei einem Bau der Schiffe der G3- und N3-Klasse nur über 8 solche Schiffe verfügen könnte.
Somit erscheint die Klasse eindrucksvoll in ihrem Versuch, sehr hohe Geschwindigkeiten, starken Panzerschutz und Unterwasserschutz sowie starke Bewaffnung in einem Schiff zu vereinen.
Ob dies auch in Betrachtung der defensiv starken Schlachtkreuzer der Hochseeflotte geschah, ist nicht bekannt.
Dennoch scheint die britische Marine nicht, wie bei den schnellen Schlachtschiffen der Queen Elizabeth-Klasse, versucht haben, einen Einheitstyp aus Schlachtschiff und -kreuzer zu schaffen, da sie zeitgleich mit der etwa 8 kn langsameren, aber mit schwereren Geschützen bewaffneten N3-Klasse Schlachtschiffe plante.
In Folge der Planungen der G3- und der ähnlichen N3-Klasse und nach einem ähnlichen Aufbau wurde die Nelson-Klasse, die Großbritannien im Washingtoner Flottenabkommen erlaubt wurde, konstruiert.